# Linux Format
Linux Format fue la primera revista específica sobre Linux del Reino Unido y, en la actualidad, es la más vendida de este tipo en ese país. Además, se exporta a muchos países del mundo. La publica Future Publishing (que produce PC Plus, .Net y muchas otras revistas sobre informática).
Linux Format incluye contenidos similares a los presentes en la mayoría de las revistas sobre informática, pero está dirigida específicamente a los usuarios de Linux. Hay reseñas, crónicas, noticias sobre tecnología y tutoriales dirigidos a usuarios de todos los niveles.
La revista se publica 13 veces al año y contiene un DVD o un CD empaquetado con distribuciones Linux completas y software de código abierto. Comenzó con un único número piloto en 1999 llamado Linux Answers y empezó su publicación completa en mayo de 2000. Actualmente Linux Format cuenta con ediciones traducidas disponibles en Italia, Grecia y Rusia.
La revista fue lanzada y es editada por Nick Veitch, y sus colaboradores incluyen a Paul Hudson, Graham Morrison y Jono Bacon.
Linux Format comparte su nicho de mercado en el Reino Unido con Linux User & Developer y una versión en inglés de Linux Magazine.